# Setophaga subita
Setophaga subita (лат.) — насекомоядная птица семейства древесницевых.

## Распространение и местообитание
Эндемик острова Барбуда в Антигуа и Барбуде. Обитает в сухой тропической кустарниковой степи возле водно-болотных угодий. Виду угрожает потеря среды обитания. Когда-то вид считался подвидом Setophaga adelaidae. В сентябре 2017 года среда обитания камышевки сильно пострадала от урагана Ирма. Несмотря на это, было обнаружено, что этот вид пережил шторм и его последствия, а более поздние исследования показали, что ураган не сильно повлиял на этот вид. Однако ему по-прежнему угрожают незапланированная жилищная застройка, вывоз мусора и неэффективное землепользование.

## Описание

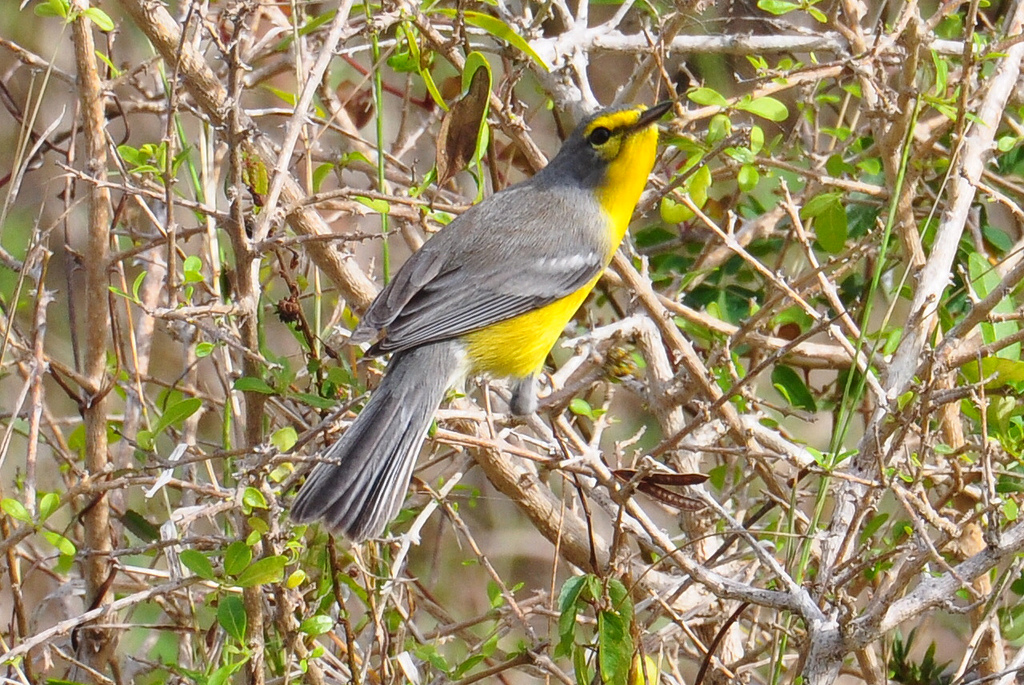
Setophaga subita в природе (остров Барбуда)

Длина тела Setophaga subita составляет от 12 до 13,5 см, а вес — от 5,3 до 8 г. Голова, шея, боковые стороны шеи и верхняя часть серые с коричневатым оттенком. Короткая жёлтая полоса над глазами (бровь), которая едва выступает за пределы глаза, немного светлее над глазом. Под глазами имеется ярко-жёлтая отметина в форме полумесяца. Большие и средние надкрылья с грязно-белыми кончиками и двумя светлыми перемычками на крыльях. Три внешних рулевых пера в основном белые. Нижняя сторона жёлтая в верхней части брюшка и постепенно становится белой к середине брюшка и нижнему краю хвоста. Радужка тёмная. Клюв черноватый. Ноги серые, телесного цвета. Самцы и самки выглядят одинаково.